# Orthosia costijuncta
Orthosia costijuncta là một loài bướm đêm trong họ Noctuidae.